# Anarhija
Anarhija (grč. αναρχία (anarchia), što znači bez vlasti (prefiks an- znači bez, korijen arch- se prevodi kao vlada ili vlast)) je oblik društva u kojem bi se nastojalo poništiti svaki oblik nametnutog autoriteta; anarhisti vjeruju u čovjekovu prirodnu sposobnost autokontrole u društvu.
Postojanje društvenih pravila i ugovora nije a priori isključeno u anarhiji, bitno je samo da je ta pravila i te ugovore slobodno odredila i prihvatila zajednica koje se ona i tiču i da nisu nametnuta odozgo, kao što se događa tamo gdje jedni ljudi imaju veću moć od drugih. No, to je, svakako, obzirom na realnosti ljudskog razvoja, tek ideal.
Iako je u ljudskoj povijesti bilo brojnih ostvarenja društava i organizacija baziranih na anarhičnim principima, Pariška komuna iz 1871. je bila vjerojatno prvi pokušaj anarhične društvene organizacije koji je globalno odjeknuo; kao što je komentirao Mihail Bakunjin, jedan od velikih povijesnih mislilaca anarhije. Još je konkretnih i opširnih ostvarenja anarhičnih principa u društvu bilo i u vrijeme građanskog rata u Španjolskoj, za vrijeme kojeg su radnici, često kao članovi anarhosindikalističkih organizacija kao što je CNT u Kataloniji i Aragonu, dokazali djelotvornost samouprave javnog prijevoza i proizvodnih poduzeća - industrijskih, kao i poljopriverednih: preko horizontalnih skupština su bile ostvarene kolektivizacije zemlje zaplijenjene od veleposjednika i u nekim slučajevima je čak bilo ukinuto i privatno vlasništvo; sve je to, međutim, bilo nasilno prekinuto zbog ratnog poraza, naime osim što su se borili protiv nacionalista i fašista pod vodstvom Franciska Franca (koji su imali i podršku fašističke Italije i nacističke Njemačke), anarhisti su se morali čuvati i Komunističke partije, koja je imala podršku od Staljina s izričitom zabranom naoružanja anarhista i s naredbom da se sabotiraju postignuća anarhičnih organizacija i pojedinaca. Bilo je, međutim vrlo bitno i iskustvo Mahnovšćine, tj. pobunjeničke Ukrajine pod vodstvom seljačkog generala Nestora Ivanoviča Mahna i Kronstadtskog otpora u Rusiji. Oba ova otpora su bila slomljena i izbrisana od strane boljševika i njihove Crvene armije kojom je zapovijedao general Lav Trocki. Za takav ishod pomalo su zaslužni i anarhisti, koji nisu imali mehanizam zaštite od posljedica nastalih divljačkim postupanjem određenih grupacija, koje su bile dijelom anarhističkog pokreta.
Riječ anarhija danas se pogrešno koristi kao sinonim za kaos i bezvlađe, što je rezultat desetljeća pogrešnog tumačenja i definiranja pojma, bilo namjerno ili zbog neznanja i neinformiranosti, ponajprije u medijima, popularnoj kulturi i svakodnevnom javnom diskursu.  
Anarhična misao danas uživa velik broj štovatelja, kao što je Noam Chomsky, poznati predstavnik MIT-a.
Temeljni princip anarhične misli se temelji na idealu krajnje slobode koja sprječava svaki oblik vladavine ("Sve stranke bez iznimke, u mjeri u kojoj namjeravaju osvojiti vlast, su razni oblici apsolutizma.", "Vladavina čovjeka nad čovjekom je ropstvo.", "Tko god me uhvati da bi zavladao mnome je uzurpator i tiranin: ja ga proglašavam svojim neprijateljem." – Pierre-Joseph Proudhon).

## Ideja anarhije
Anarhija je skup odnosa među pojedincima i zajednicama, koje iznova traže redefiniciju autoriteta.
Anarhija je također i istraživanje i eksperimentiranje horizontalne društvene organizacije koja se u potpunosti suprotstavlja i istovremeno nudi konkretnu alternativu aktualnom sustavu moći kojeg anarhisti smatraju državnim, autoritarnim, hijerarhijskim, kapitalističkim, vojnim.
Anarhično društvo je bazirano na slobodnom dogovoru, na solidarnosti, na slobodnim udruženjima, na federacijama, na poštovanju pojedinca koji ne želi sudjelovati u svemu tome, držeći se principa prema kojem odluke vrijede samo za one koji na njih pristaju.
Jedno se anarhično društvo, dakle odriče zakona, naredbi, nameta, principa temeljenih na volji većine, predstavništava, diskriminacija, kazni, ratova kao proaktivnih metode riješavanja sporova, ostvarivajući vođenje i nadilaženje konflikata pomoću zajedničkih skupština ili osobnim riješavanjem nesporazuma i nagodbama među izravnim interesentima.

## Posjed i sredstva
Posjed se uzima kao mogućnost korištenja stvari na dobrobit sviju, a ne kao mogućnost da se ostalima te stvari uskrate. Anarhično društvo teži ostvarivanju principa "od svakoga prema mogućnostima, svakome prema potrebi." Vodeći računa o sredstvima kojima se raspolaže ta se rečenica može čitati i kao: "Od svakoga prema sposobnostima i namjerama, svakome prema općim mogućnostima."

## Sukob i nagodba
Vjerojatno niti u anarhiji neće biti isključivo mirnih situacija, realno je očekivati da će i dalje biti sukoba među ljudima, ali ta će međusobna suprotstavljanja biti kvalitativno drugačija od onih aktualnih. U anarhičnom društvu pravda ne može biti povlastica jedne institucije, ona se nalazi u pronalaženju nagodbe, opće ili pojedinačne, kolektivne ili individualne, među osobama. Nesuglasnost i konflikt se smataju normalnima i ljudskima; anarhično je potruditi se dogovoriti oko nedoumica.

## Konkretne osobe nasuprot apsolutnih institucija
Ideja anarhičnog društva nas, dakle potiče na razmišljanje o samoj ljudskoj društvenosti, tj. o odnosima među osobama, pa tako pokazuje koliko je umjetna razlika između osobe i društva. Anarhično društvo se temelji na konkretnoj osobi i na njezinoj sposobnosti da stvara društvene oblike; izbjegava se svako utvrđivanje kroz proces odvajanja apsolutnih moralnih vrijednosti i stvaranja struktura kojima su one svrha, čak i na štetu osoba.
Prema anarhičnoj misli potrebe za mirom, pravdom i blagostanjem ne mogu opravdati javne strukture moći kao što su država i vojska. Osobnije gledano, preispituju se čak i uvriježeni pojomvi obitelji, škole i posla.
Pojam onoga što je dobro i poželjno može biti subjektivan, mnogolik, promijenjiv i ne može ga se smatrati nadljudskim, kao niti oblikom prisile.
Društvo koje žele anarhisti odbacuje pravljenje mitova od ljudskih vrijednosti i smatranje istih superiornima konkretnim muškarcima i ženama.

## Organizacija i vlast
U anarhičnom se društvu jasno razlikuje organizacija od vlasti, autoriteta i hijerarhije. Počevši od činjenice da vlast, autoritet i hijerarhija daju samo prividnu slobodu i pravdu pošto se temelje upravo na suprotnom od slobode i suprotnom od pravde, u anarhičnom društvu se prati "Arijanina nit" antiautoritarizma prema organizaciji života u zajednici koja bi omogućila uvijek bolje ostvarivanje individualnih i kolektivnih potencijala.

## Dogovor, a ne samo pristanak
Anarhično društvo stoga nije društvo iznuđenog ili proizvedenog pristanka, nego društvo koje se stalno obnavlja dogovorom. Prema anarhičnoj misli samo sloboda rađa slobodu i samo pravda rađa pravdu i samo nasilje rađa nasilje.

## Propaganda djelom, teroriziranje vladara
Neke su anarhične grupe i pojedinci u prošlosti bili sudionici raznih nasilnih manifestacija, čak i atentata. Jedan od najpoznatijih povijesnih primjera je ubojstvo Umberta I. Savojskog koje je počinio anarhist Gaetano Bresci izjavivši da je to učinio kako bi osvetio tisuće nevinih mrtvih koje je masakrirala kraljevska vojska u Milanu koju godinu prije toga. Taj način djelovanja se zove "propaganda djelom" i bio je relativno popularan na prelazu iz 19. u 20. stoljeće. Kasnije je međunarodni slobodarski pokret odbacio tu metodu smatrajući je više štetnom nego korisnom pa se propaganda djelom više ne prakticira već skoro sto godina.
No, ipak treba naglasiti i to da se često događalo (i događa se) da se anarhiste nepravedno osuđuje za takva djela, kao što je bio slučaj sa Saccom i Vanzettijem, osuđenima na smrt u SAD-u 1920-ih godina, a slično je završio i Giuseppe Pinelli u Italiji 1969. pa i Mumia Abu Jamal, također u SAD-u, koji na neodrđeno vrijeme sjedi u zatvoru i čeka izvršenje smrtne kazne još od 1982.
U svakom slučaju, potpuno je krivo zbog razdoblja propagande djelom reći da anarhisti jesu ili da su bili nasilnici i teroristi - rijetki su bili oni koji su se odlučivali na jedan takav čin i to su redovito činili iz očaja i uvijek su pazili da ne nastradaju nevini ljudi, trebali su nastradi samo toliko im mrski vladari, htjeli su tako pokazati narodu da oni nisu nedodirljivi.

## Vezani pojmovi
- Anarhizam
- Anarhokapitalizam
- Poznati anarhisti
- Anarhistički simboli
- Anarhizam u Hrvatskoj